# Ласаль (станция метро, Монреаль)
«Ласа́ль» (англ. LaSalle, фр. LaSalle) — станция Монреальского метрополитена на Зелёной линии. Между станциями «Де-Леглис» и «Шарлевуа». Обслуживается Монреальской транспортной корпорацией. Расположена в боро Верден. Открыта 3 сентября 1978 года.

## История
«Ласаль» — колонная станция мелкого заложения с двумя боковыми платформами и одним вестибюлем. Построена по проекту архитектурного бюро Дидье, Гийон и Ларош. Платформы и мезонинные стены созданы Мишелем Тремблэ-Гийоном; украшены большими неравномерными бетонными плоскостями, окрашенными в яркие цвета. Фреска из нержавеющей стали работы Питера Гнасса находится под потолком вестибюля, отражает солнечный свет и пассажиропоток.
Название станции ведёт происхождение от бульвара Ласаль, названного в честь исследователя Рене-Робера Кавелье де Ла Саля (1643—1687), который основал город Лашин и закрепил территорию Луизианы за Королевством Франция.
Поскольку станция находится не в боро Ласаль, а в соседнем боро Верден, были предложены альтернативные названия, в том числе «Поль-Грегуар» и «Кюре-Кесс»; последнее название было одобрено городским сообществом Монреаля в 1984 году, но по неизвестным причинам станция так и не была переименована.

## Рядом
Рядом со станцией располагаются мост Самуэля де Шамплена, музей «Особняк Сен-Габриэль», остров Иль-де-Сёр, приют для бездомных Реаль-Морель, средняя школа месье Ришара, школа Нотр-Дам-де-ла-Пэ.

## Транспорт
Маршруты STM:  (регулярные) 21 «Пляс-дю-Коммерс», 58 «Веллингтон», 71 «Дю-Сентр», 108 «Баннантин»; (ночные) 350 «Верден / Ла-Саль».